# Anna Hertzman
Anna Maj-Britt Hertzman, född 12 augusti 1987 i Trelleborg, är en svensk sångerska och låtskrivare.

## Biografi
Herzman är uppväxt i Skurup i Skåne. År 2007 spelade Hertzman in låten "Om du tror" som, trots att den aldrig gavs ut på singel, snabbt började spelas på skånska lokalradiostationer. Anledningen till populariteten i just Skåne kan tänkas vara att Hertzman sjunger merparten av sina texter på skånska. Senare samma år släpptes låten "Fighta" som singel på Universal. Singeln noterades på den svenska singellistan den 9 augusti. Den hamnade som bäst på 12:e plats på riksnivå och på första plats på den skånska regionlistan.
Anna Hertzman har även medverkat musikaliskt i en reklamfilm för Sony Ericsson med låten "Gotta Feel".
I juli 2008 släppte musikgruppen Perikles sitt album Varning för hunden där Anna Hertzman medverkar i duetten Finns det nån annan nu?. Den 14 december 2009 släpptes sedan Hertzmans eget debutalbum Va fan. 
Hertzman har bland annat spelat på scener som Malmöfestivalen, Palladium i Malmö, Sommarrock i Svedala, Söderslätts Countryfestival, Mosebacke, Visfestivalen i Västervik, Visfestivalen i Lund samt Skånefestivalen. 
Hertzman var en av de tävlande i TV4:s program Talang 2011.
Anna Hertzman släppte sitt andra album Född långt ut den 26 maj 2012 på Palladium i Malmö. 
På detta album har Anna Hertzman samarbetat med Lasse Kronér på låten "Jag vet" som de skrivit och framför tillsammans. 
Anna Hertzman var delaktig som låtskrivare i SVT:s barnprogram Minimello 2013 då hon skrev text till låten "Farmor" och "Chica Chica".  
Anna Hertzman startade hösten 2012 skivbolaget Smör Skivbolag & Förlag. 23 april 2013 släppte Hertzman låten "Mister 733 (smörmix)" i det egna bolaget. Hösten 2013 släppte Anna Hertzman låten "Är det här normalt" och i mars 2014 låten "Om jag ska dö". 
Under 2014 är Hertzman en av artisterna i Visturnén 2014. Andra artister med i turnén är Jack Vreeswijk, Py Bäckman, Janne Bark och Ola Magnell.  
I november 2014 släppte Anna Hertzman sitt tredje fullängdsalbum Bromsklossar i det egna skivbolaget Smör Skivbolag & Förlag. 
2016 medverkade Anna Hertzman i ännu en duett med bandet Perikles. Duetten har namnet Jag kan inte andas utan dig. 
I maj 2017 släpptes singeln Jag missade henne.

## Diskografi

### Album
- Va fan 
 Utgivet 14 december 2009 (Cardiac Records)
- Född långt ut 
 Utgivet 2012 (Cardiac Records)

1. Född långt ut
2. Om jag förlorar dig
3. Palla
4. Ingen kommer passa dig
5. Jag vet
6. Din röv
7. Alla män
8. Sång till Gud
9. Mister 733
10. Märkt hur du har tittat

Skivan går att lyssna på via Spotify.
- Bromsklossar
 Utgivet 2014 (smör skivbolag & förlag, Anna Hertzmans skivbolag)
- KAOS
 Utgivet 2019 (smör skivbolag & förlag, Anna Hertzmans skivbolag)

### Singlar
- Fighta (2007)
- Palla (2011) (Text & Musik. Anna Hertzman)
- Dum dum dum (2011) (Text. Anna Hertzman, Musik. Fredrik Andersson)
- Alla Män (2012) (Text & Musik. Anna Hertzman)
- Din Röv (2012) (Text. Anna Hertzman, Musik. Fredrik Andersson)
- Mister 733 (smörmix) (utgiven 2013 av Smör Skivbolag & Förlag) (Text & Musik. Anna Hertzman)
- Är det här normalt (utgiven 2013 av Smör Skivbolag & Förlag) (Text & Musik. Anna Hertzman)
- Om jag ska dö (utgiven 2014 av Smör Skivbolag & Förlag) (Text & Musik. Anna Hertzman)